# Romanogobio uranoscopus
Romanogobio uranoscopus é uma espécie de Actinopterygii da família Cyprinidae.
Pode ser encontrada nos seguintes países: Austria, Bulgária, Croácia, República Checa, Alemanha, Hungria, Itália, Roménia, Sérvia e Montenegro, Eslováquia, Eslovénia e Ucrânia.